# Carl Natanael Carleson
Carl Natanael Carleson (1985 - 1929), también conocido como C.N. Carleson, fue un político socialista sueco.
Fue un importante líder del Partido Socialdemócrata Obrero de Suecia y en la división del partido en 1917 se unió a Zeth Höglund, Ture Nerman, Kata Dalström y Karl Kilbom como uno de los líderes en lo que se convirtió en el Partido de la Izquierda de Suecia.
Sin embargo, Carleson nunca estuvo totalmente de acuerdo con las políticas comunistas más radicales y se retiró de la política en 1923 después de varias disputas internas dentro del partido.
- Datos: Q2938971
- Multimedia: Carl Natanael Carleson / Q2938971